# 諾亞·萊爾斯

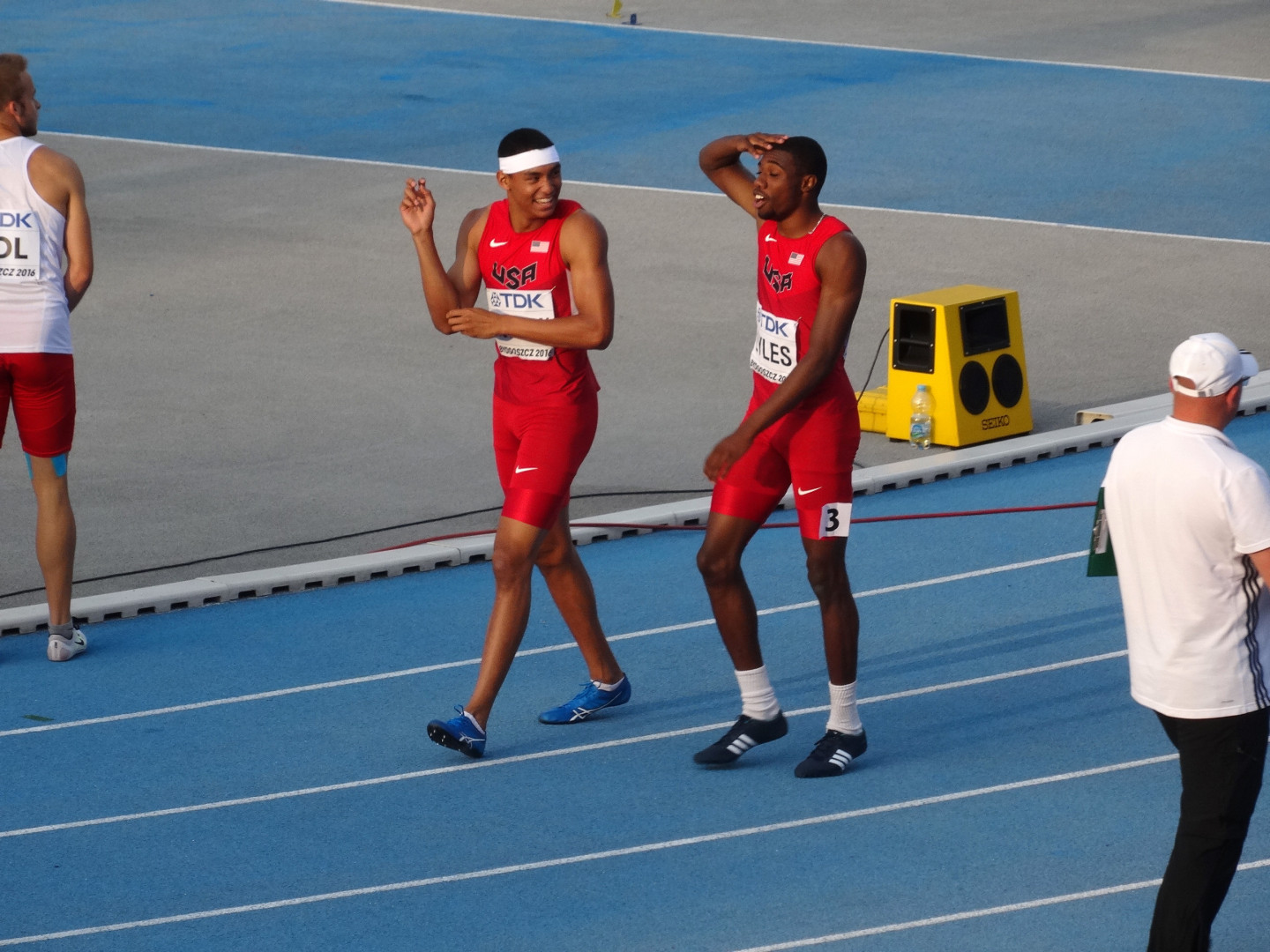
2016年世界U20田徑錦標賽4×100公尺接力決賽，迈克尔·诺曼、諾亞·萊爾斯

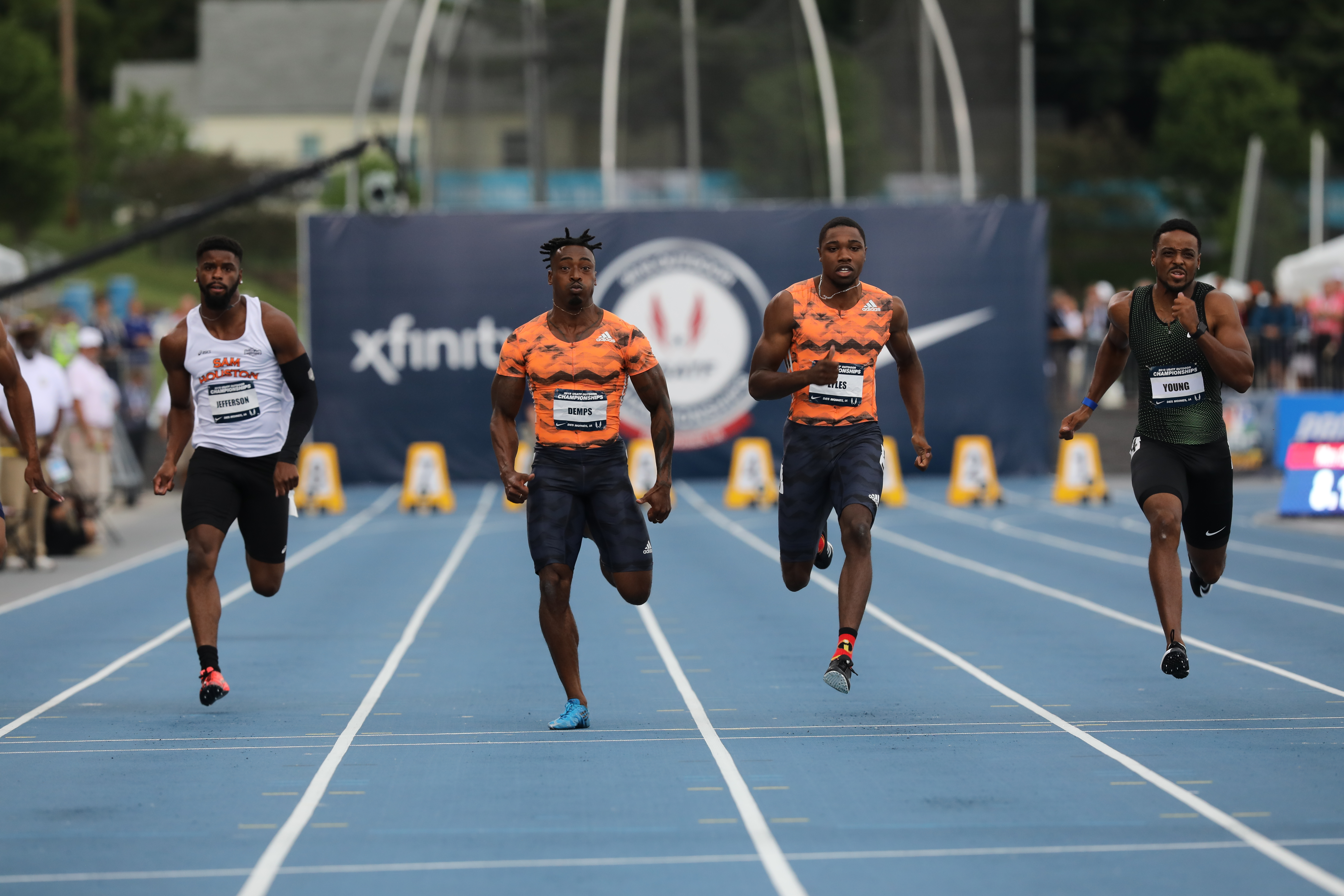
2018年美國室外田徑錦標賽100公尺

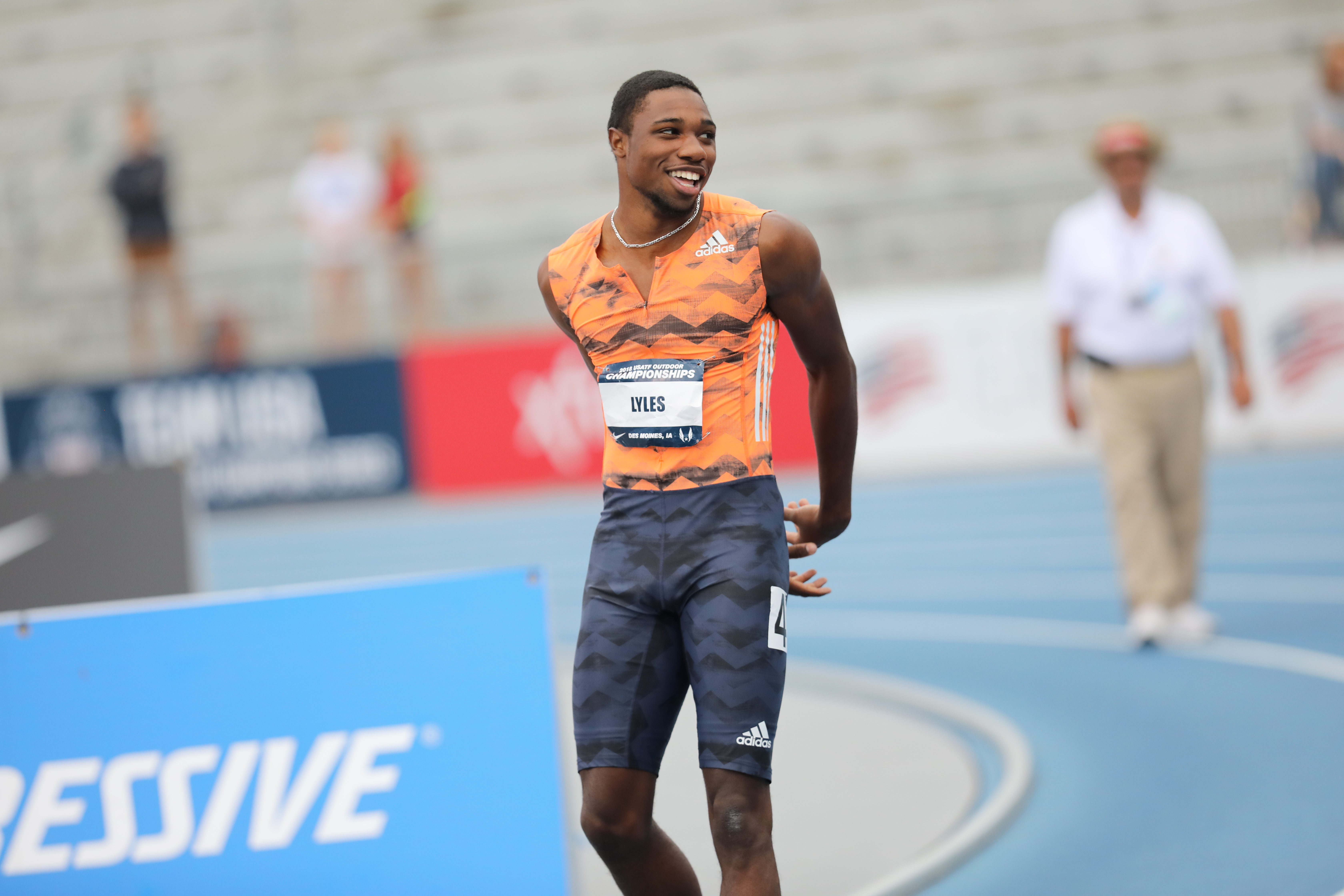
2018年美國室外田徑錦標賽100公尺

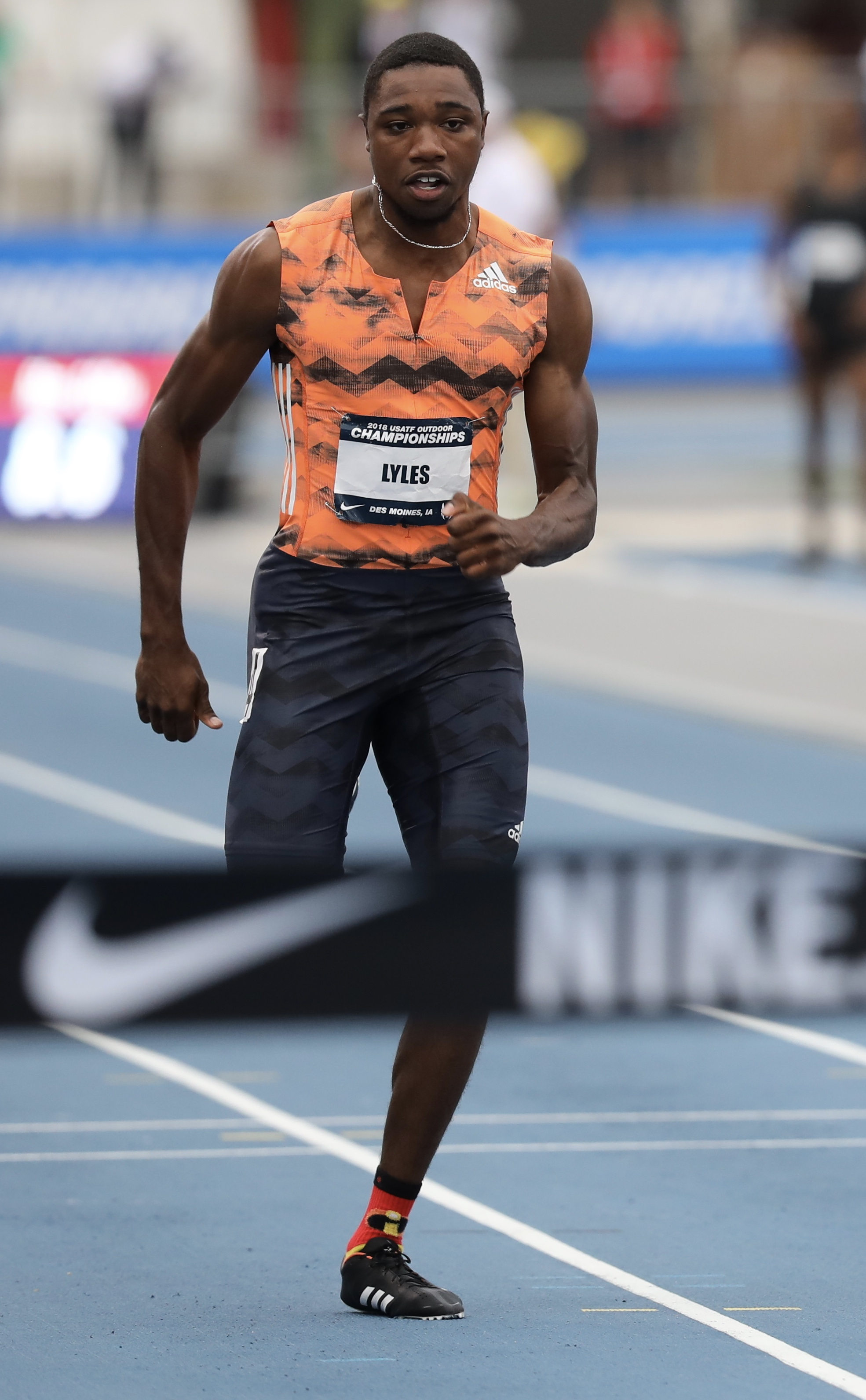
2018年美國室外田徑錦標賽100公尺

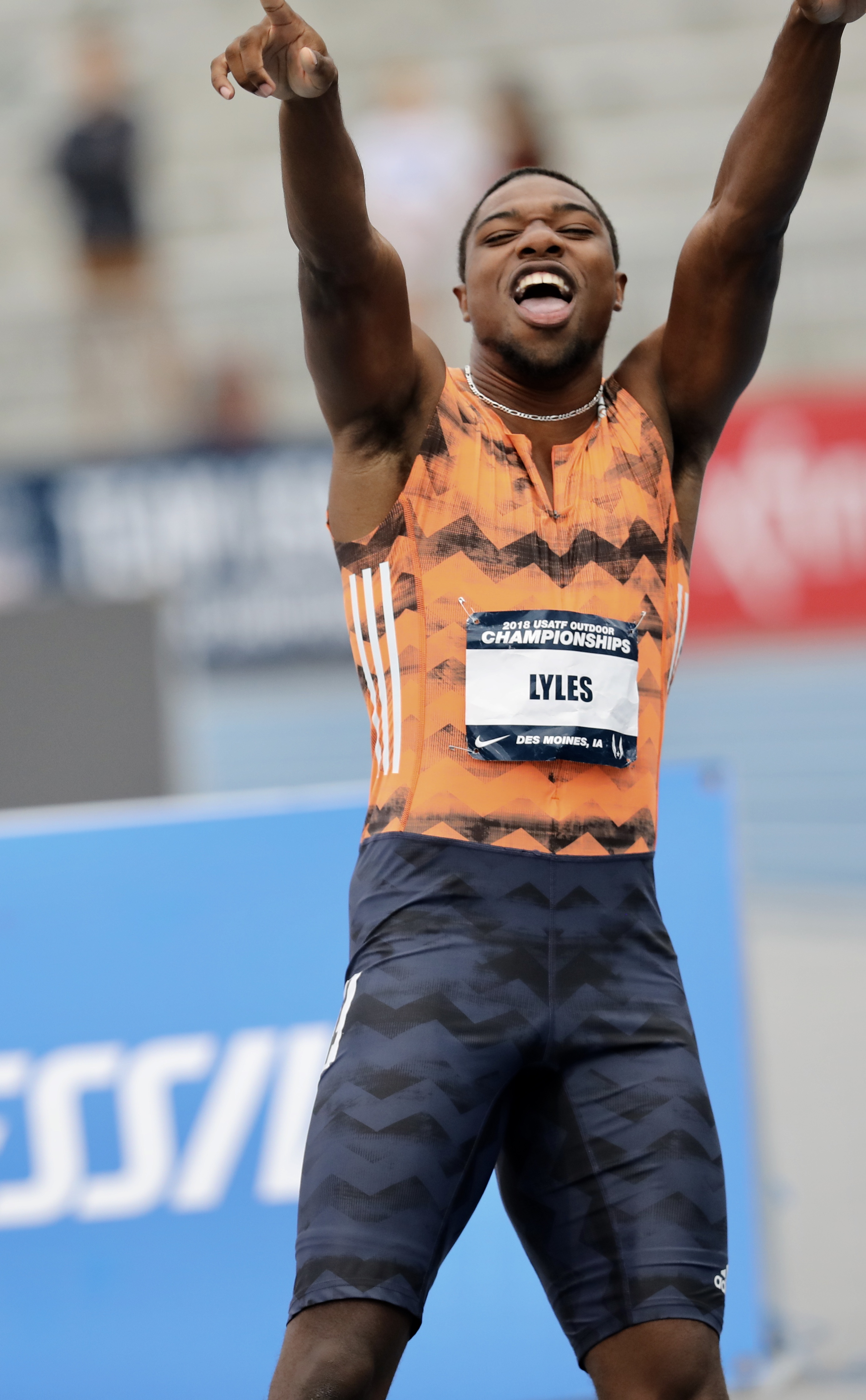
2018年美國室外田徑錦標賽100公尺

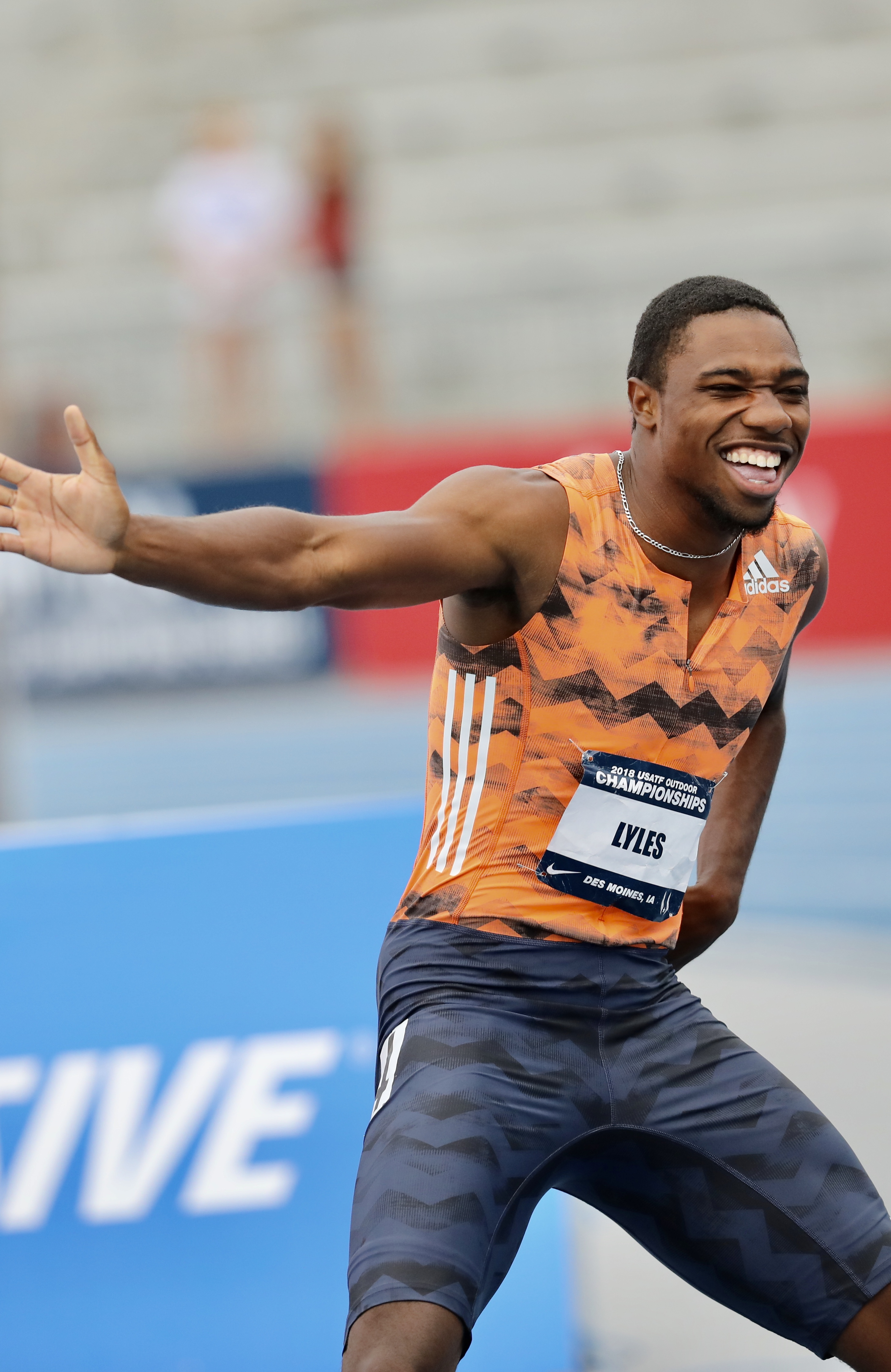
2018年美國室外田徑錦標賽100公尺

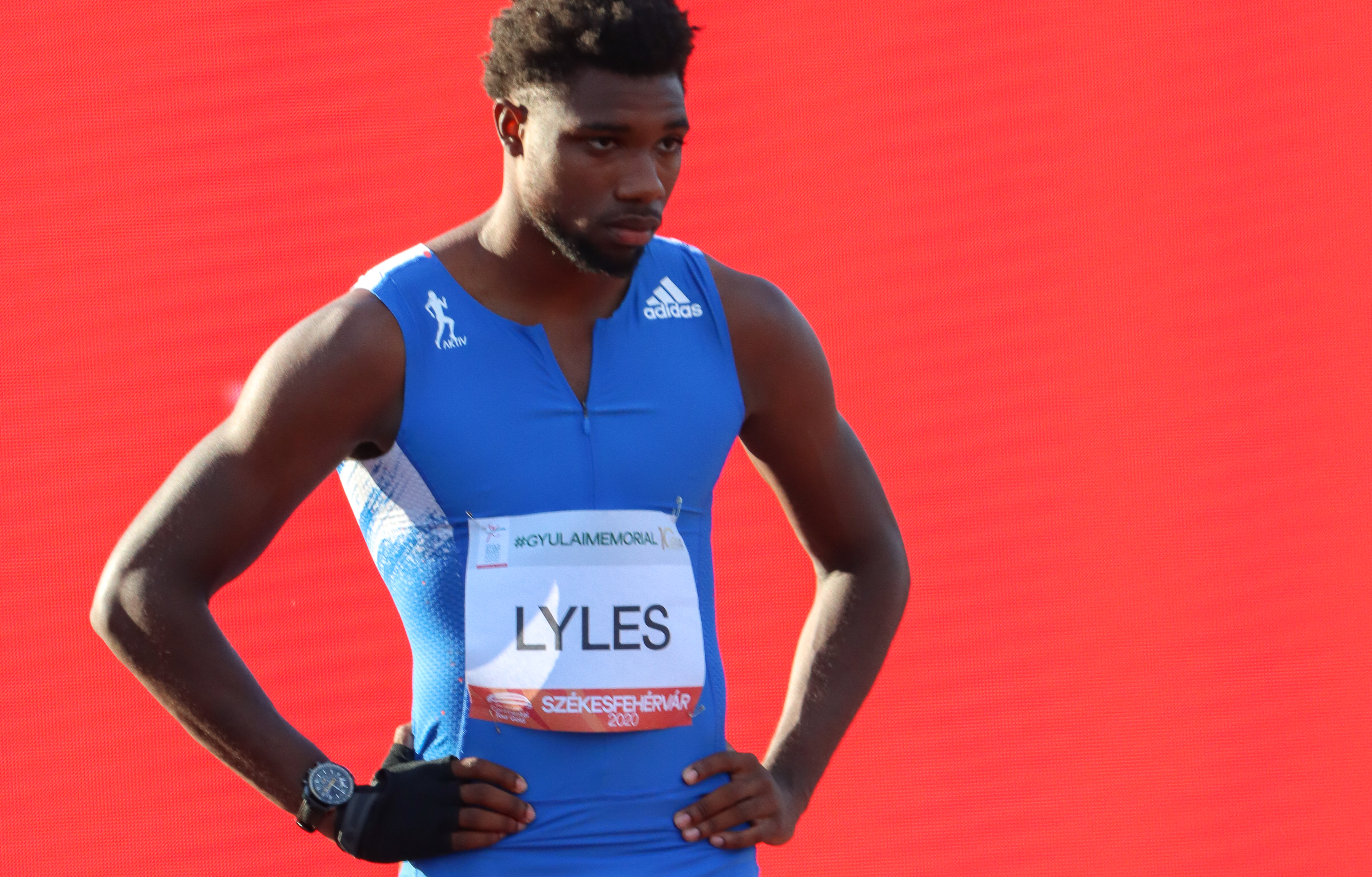
2020年諾亞·萊爾斯于Gyulai István Memorial

諾亞·萊爾斯（英語：Noah Lyles，1997年7月18日—）是美國男子田徑運動員，专项是60米、100米和200米。他六次夺得世界田径锦标赛冠军，一次奥运会冠军。他在200米跑出19秒31的成绩是人类历史第三快成绩。
在100米项目中，莱尔斯曾获得2024年巴黎奥运会金牌，是三届世界田径锦标赛冠军（2019年4×100米接力、2023年100米和4×100 米接力 ），也是2016年世界U20田径锦标赛100米和4×100米接力金牌得主。
在200米项目上，莱尔斯是三届世界田径锦标赛冠军（2019年、2022年、2023年），也是2020年和2024年奥运会铜牌得主。他还获得过2014年青奥会金牌。
2023年世界田径锦标赛，莱尔斯独揽短跑项目三金（100米、200米和4×100米接力）。

## 早年经历
莱尔斯1997年7月18日出生于佛罗里达州盖恩斯维尔，他的父母是Kevin Lyles和Keisha Caine Bishop。他的父母在薛顿贺尔大学读书时相识，两人都参加过田径比赛 。他有一个弟弟Josephus和妹妹Abby。莱尔斯小时候患有哮喘经常整夜咳嗽，母亲不得不陪伴在身边，当咳嗽严重的时候送他去医院。7岁的时候，莱尔斯做了扁桃体切除手术，同时改进饮食和参与运动，这在一定程度上减少了咳嗽的频率。莱尔斯中学的时候父母离婚，他和弟弟妹妹随母亲搬到了母亲的故乡弗吉尼亚州的亚历山德里亚。
莱尔斯最初是一名体操运动员，12岁时转向田径。在电视上观看2012年伦敦奥运会时，他和弟弟决定一起参加2016年里约奥运会。 莱尔斯曾就读于T. C. 威廉姆斯高中（现为亚历山大市高中）。
2014年，莱尔斯代表美国参加2014年夏季青年奧林匹克運動會获得200米金牌。
2016年7月，莱尔斯参加美国奥运田径选拔赛，结果100米止步预赛，200米以20秒09的成绩获得第四名，并打破了31年前创造的全美高中记录。尽管他没有获得参加2016年夏季奧林匹克運動會的资格，莱尔斯还是参加了2016年世界U20田径锦标赛获得100米和4 × 100 m接力双料冠军.

## 职业生涯
莱尔斯原本承诺为佛罗里达大学的佛罗里达鳄鱼队比赛，但在2016年7月，诺亚和他的弟弟决定转为职业运动员，并与adidas签约。 在2016年11月，莱尔斯再次被Track & Field News评选为2016年男子高中生田径运动员。
2017年，莱尔斯在新墨西哥州阿尔伯克基举行的2017年美国室内田径锦标赛上获得了他的第一个成人全国冠军，刷新了300米室内世界纪录，提高了0.01秒至31.87秒。在2017年世界接力赛中，他与美国队一起获得了4×200米接力的银牌。莱尔斯在2017年国际田联钻石联赛中赢得了两站冠军。然而，伤病使他在整个赛季中无法参与更多比赛导致错过了2017年世界田径锦标赛。
2018年2月，萊爾斯以6.585秒奪得Millrose運動會男子60公尺第二名，並在同年6月以9.88秒（Wind：+1.1）奪得美國室外田徑錦標賽男子100公尺冠軍。 他成為自1984年萨姆·格拉迪奪冠以來最年輕的美國100公尺冠軍。

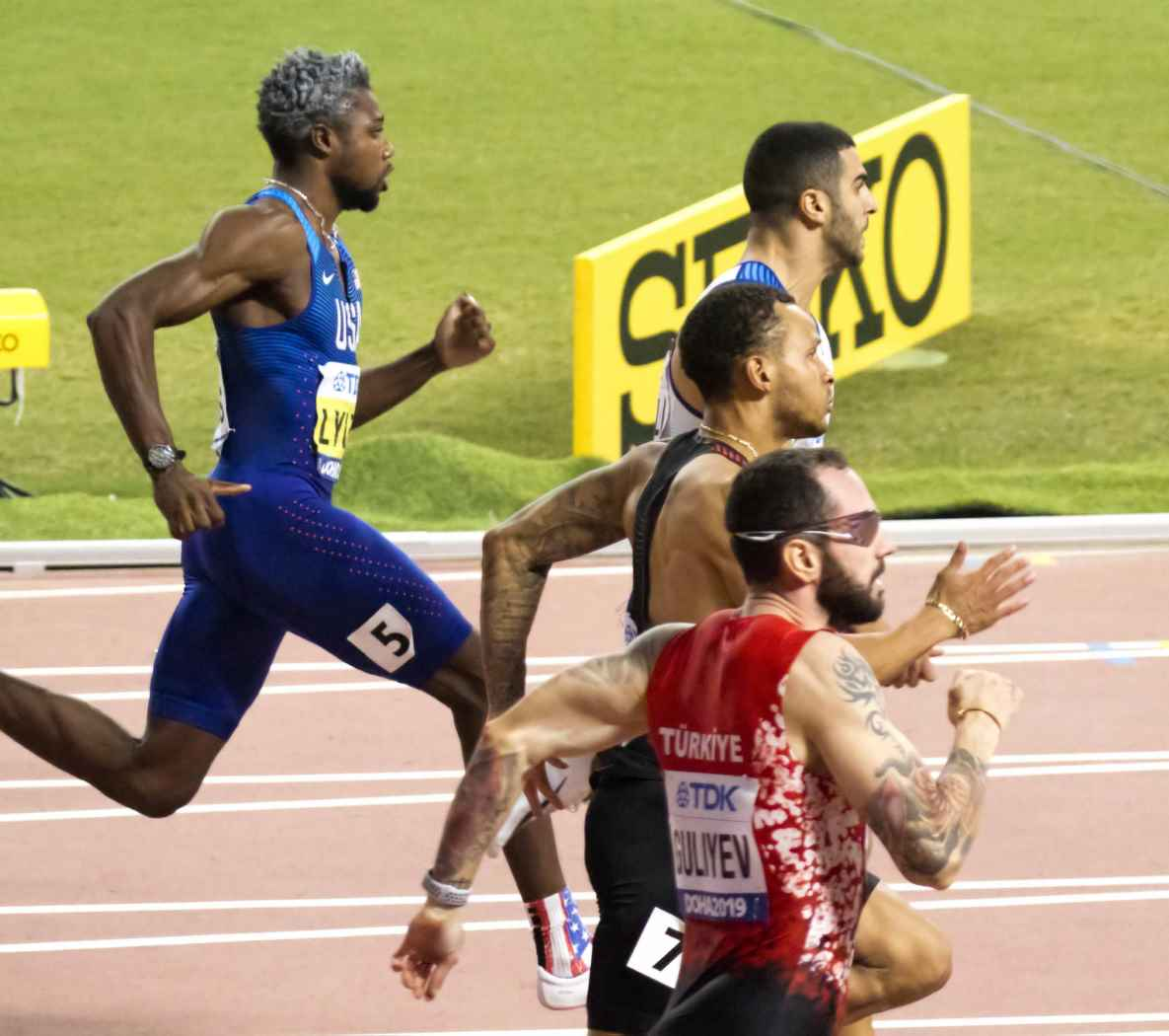
2019年世界田徑錦標賽200公尺決賽，諾亞·萊爾斯、亚当·戈米利、安德烈·德格拉塞、拉米爾·古利耶夫

2019年世界田径锦标赛，莱尔斯赢得了200米和4x100米接力两项冠军。
2022年世界田径锦标赛在莱尔斯的主场举办，莱尔斯卫冕了200米冠军，决赛成绩19秒31打破迈克尔·约翰逊保持了很久的19秒32的全美记录，使他成为200米历史第三人，此外还获得了4x100米银牌 。他还获得了200米项目2022年钻石联赛总决赛冠军。莱尔斯2022年在200米保持不败，并且12场比赛中全部跑进20秒包括预赛和决赛。
2023年8月20日，在布达佩斯举行的世界田径锦标赛上，莱尔斯在100米决赛中创造个人最佳9秒83获得金牌。8月25日，莱尔斯在200米男子决赛中以19.52秒获得金牌。这是他在200米项目上的第三枚世锦赛金牌，也是他在世界田径锦标赛上的第五枚金牌。凭借三枚200米金牌，他超越了迈克尔·约翰逊（2枚）和卡尔文·史密斯（2枚），位列历史第二，仅次于博尔特（4枚）。
2024年7月20日，莱尔斯在伦敦举行的钻石联赛中创造了100米个人最佳9秒81。他在2024年巴黎奥运会100米决赛中以9秒784获得金牌，比牙买加的基尚·汤普森（9秒789）快了0.005秒。这是自2004年以来美国人在该项目夺冠。比赛结果非常接近，以至于NBC体育的评论员Leigh Diffey在比赛未结束前就提前宣布汤普森获胜。
莱尔斯在200米项目中以19.70秒获得铜牌，落后于萊西萊·特博格和肯尼斯·贝德纳雷克。比赛结束后，他在跑道上倒地，被轮椅抬走。后来确认莱尔斯在两天前检测出2019冠状病毒病，这影响了他的表现。他随后表示不会参加4x100米或4x400米接力。
2024年11月，莱尔斯在一场与油管主IShowSpeed的50米表演赛赢得了10万美元，这场比赛由MrBeast举办 。

## 个人生活
莱尔斯是一个动漫迷，曾经在比赛中展示游戏王的卡片。
莱尔斯在X上宣称自己患有哮喘，过敏，阅读障碍，注意力缺陷障碍，焦虑症和抑郁症。
莱尔斯的女友是牙买加田径运动员朱奈爾·布羅姆菲爾德，2024年10月两人订婚
。

## 統計
| 成績           | 風速（m/s） | 反應時間 | 日期          | 地點                   | 地面條件（溼度，溫度，天氣狀況） |
| -------------- | ----------- | -------- | ------------- | ---------------------- | -------------------------------- |
| 9.79秒         | +1.0        | 0.178秒  | 2024年8月4日  | 法國巴黎               |                                  |
| 9.829秒        | 0.0         | 0.145秒  | 2023年8月20日 | 匈牙利布達佩斯         | 48%，32℃                         |
| 9.847秒        | +0.1        | 0.155秒  | 2023年9月16日 | 美国俄勒岡州雷恩郡尤金 | 44%，25℃，Sunny                  |
| 9.852秒        | +0.9        | 0.142秒  | 2019年5月18日 | 中国上海市徐匯區       | 72%，22℃，Partly cloudy          |
| 9.863秒        | +0.3        | 0.163秒  | 2023年8月20日 | 匈牙利布達佩斯         | 44%，33℃                         |
| 9.88秒         | +1.1        | 0.168秒  | 2018年6月22日 | 美国愛荷華州德斯莫恩   |                                  |
| 9.89秒         | +0.7        | 0.116秒  | 2018年6月22日 | 美国愛荷華州德斯莫恩   |                                  |
| 9.92秒         | +0.3        | 0.149秒  | 2019年7月12日 | 摩納哥丰维耶           | 71%，26℃，Sunny                  |
| 9.93秒         | +0.4        |          | 2018年6月9日  | 牙买加薩里郡京斯敦     |                                  |
| 9.94秒         | +1.2        |          | 2023年7月7日  | 美国俄勒岡州雷恩郡尤金 |                                  |
| 平均約9.8741秒 |             |          |               |                        |                                  |

| 成績                    | 風速（m/s） | 反應時間 | 日期          | 地點                   | 地面條件（溼度，溫度，天氣狀況） | Halves         |
| ----------------------- | ----------- | -------- | ------------- | ---------------------- | -------------------------------- | -------------- |
| 19.31秒                 | +0.4        | 0.141秒  | 2022年7月21日 | 美国俄勒岡州雷恩郡尤金 | 57%，25℃                         | 10.15秒/9.16秒 |
| 19.46秒                 | +0.8        | 0.199秒  | 2022年8月10日 | 摩納哥丰維耶           | 56%，27℃，Cloudy                 | 10.1秒/9.4秒   |
| 19.47秒                 | +1.6        | 0.157秒  | 2023年7月23日 | 英国倫敦               | 55%，23℃，Cloudy                 | 10.19秒/9.28秒 |
| 19.50秒                 | -0.1        | 0.147秒  | 2019年7月5日  | 瑞士洛桑               | 48%，28℃，Sunny                  | 10.2秒/9.3秒   |
| 19.512秒                | -0.2        | 0.144秒  | 2023年8月25日 | 匈牙利布達佩斯         | 60%，27℃                         | 10.26秒/9.26秒 |
| 19.52秒                 | +1.5        | 0.147秒  | 2021年8月21日 | 美国俄勒岡州雷恩郡尤金 | 45%，22℃，Partly cloudy          |                |
| 19.52秒                 | -0.6        | 0.164秒  | 2022年9月8日  | 瑞士蘇黎世             | 80%，16℃，Partly cloudy          | 10.13秒/9.39秒 |
| 19.56秒                 | +1.3        | 0.182秒  | 2022年8月26日 | 瑞士洛桑               | 63%，21℃，Partly cloudy          | 10.1秒/9.5秒   |
| 19.61秒                 | +1.3        | 0.145秒  | 2022年6月12日 | 美国紐約州             | 72%，22℃，Cloudy                 |                |
| 19.62秒                 | +1.1        | 0.135秒  | 2022年7月19日 | 美国俄勒岡州雷恩郡尤金 | 42%，30℃                         | 10.36秒/9.26秒 |
| 平均約19.507845021611秒 |             |          |               |                        |                                  |                |

## 外部連結
- 諾亞·萊爾斯在国际奥林匹克委员会的资料
- 諾亞·萊爾斯在的頁面
- 諾亞·萊爾斯的Facebook專頁
- 諾亞·萊爾斯的X（前Twitter）
- 諾亞·萊爾斯的Instagram帳戶